# Evert (sång)
"Evert" är en dansbands-countrylåt, skriven av Eddie Meduza.

## Original och cover
Låten släpptes första gången 1995 på albumet Harley Davidson av Eddie Meduza, men är även känd i det svenska "dansbandet" Matz Stefanz med Lailaz version från deras album Matz-Ztefanz med Lailaz Volym 1 från 1997. Matz-Ztefanz med Lailaz version låg 22 veckor på Svensktoppen under perioden 9 augusti 1997 – 3 januari 1998 innan den lämnade listan.
I originalversionen sjungs låten i första person singularis ("Jag går på stigen som går till Evert..."), i  Matz Stefanz med Lailaz version sjungs den i första person pluralis ("Vi går på stigen som går till Evert..."). 
Stefan Ljungqvist har också gjort en inspelning av låten. Rapduon Dubbel Trubbel har använt melodin från låtens refräng fast med en egen variant på texten i sin låt "Stigen" från albumet Babymannen LP.
Stigen som omnämns i texten har gett namn åt en gata i Tidaholm, Everts stig.

### Fotnoter
1. 1 2  Information i Svensk mediedatabas.
2. ↑  Information i Svensk mediedatabas.
3. ↑  Svensktoppen - 9 augusti 1997
4. ↑  Svensktoppen – 3 januari 1998
5. ↑  Svensktoppen – 10 januari 1998
6. ↑  ”Babymannen LP by Dubbel Trubbel” (på engelska). Record Union. Arkiverad från originalet den 12 oktober 2019. https://web.archive.org/web/20191012210530/https://app.recordunion.com/Music/Album/33179. Läst 12 oktober 2019.
7. ↑  Schnell, Marie (15 oktober 2010). ”Everts lilla förfallna hus i fara”. P4 Skaraborg. Sveriges Radio. https://sverigesradio.se/artikel/4101550. Läst 11 augusti 2020.